# Fredo Santana
Derrick Coleman (Chicago, Illinois; 4 de julio de 1990 - Los Ángeles, California; 19 de enero de 2018), conocido por su nombre artístico Fredo Santana, fue un rapero estadounidense. Era el primo mayor del también rapero Chief Keef. Su primer álbum de estudio, Trappin Ain't Dead, fue lanzado el 31 de octubre de 2013 vía Savage Squad.

## Carrera musical
Su primer mixtape, It's a Scary Site, fue lanzado el 20 de septiembre de 2012. Presentó la producción de TM88, Young Chop, 12Hunna, Leek E Leek, J-Hill, C-Sick y Paris Bueller, así como apariciones especiales de Chief Keef, Lil Reese, King L, Gino Marley, Frenchie, SD, Lil Herb, Lil Bibby y Lil Durk. La segunda mixtape de Santana, Fredo Kruger, fue lanzado el 28 de febrero de 2013 y presentó la producción de 808 Mafia, Young Chop and Mike WiLL Made It, así como apariciones especiales de Migos, Juelz Santana, Soulja Boy, Young Scooter, Fat Trel, Alley Boy, Lil Durk y Lil Reese entre otros. Más tarde se lanzaría para la venta minorista a través de iTunes el 7 de mayo de 2013.
El 24 de septiembre de 2013, Fredo Santana hizo una aparición cameo en el video musical de Drake con el tema "Hold On, We're Going Home" en la que interpretó a un chico malo que secuestró a la "novia" de Drake.
Su primer álbum de estudio Trappin Ain't Dead fue lanzado el 31 de octubre de 2013. El álbum contiene colaboraciones especiales de Kendrick Lamar, Chief Keef, PeeWee Longway y otros miembros de Glory Boyz Entertainment. Scary Site 2 fue lanzado el 20 de diciembre de 2013. El 27 de febrero de 2014, Santana anunció que él y Keef iban a lanzar un álbum de colaboración Blood Thicker Than Water. El 9 de julio de 2014, reveló la lista de canciones para su próximo álbum Walking Legend.

## Salud y muerte
Fredo Santana murió de un ataque epiléptico fatal el 19 de enero de 2018 causado por una falla renal. Según el portal TMZ, sufría de problemas tanto hepáticos como renales debido a su consumo crónico de purple drank.

## Discografía

### Álbum de estudio
| Trappin Ain't Dead                                                     | - Lanzado: 31 de octubre de 2013 - Discografía: Savage Squad Records - Formato: Digital download | — | 45 | — |
| "—" denota un título que no trazó, o no fue lanzado en ese territorio. |                                                                                                  |   |    |   |

### Mixtapes
- It's a Scary Site (2012)[13]
- Fredo Kruger (2013)[14]
- Street Shit (con Gino Marley) (2013)[15]
- It's a Scary Site 2 (2013)[16]
- Walking Legend (2014)[17]
- Ain't No Money Like Trap Money (2015)[18]
- Fredo Mafia (con 808 Mafia) (2016)
- Plugged In (2017)[19]
- Fredo Kruger 2 (2017)[20]

### Singles
| Título                            | Año  | Posiciones máximas del gráfico | Posiciones máximas del gráfico | Posiciones máximas del gráfico | Álbum              |
| Título                            | Año  | US                             | US R&B/HH                      | US Rap                         | Álbum              |
| --------------------------------- | ---- | ------------------------------ | ------------------------------ | ------------------------------ | ------------------ |
| "I Need More" (con Young Scooter) | 2013 | —                              | —                              | —                              | Fredo Kruger       |
| "Bird Talk"                       | 2013 | —                              | —                              | —                              | Scary Site 2       |
| "Jealous" (con Kendrick Lamar)    | 2013 | —                              | —                              | —                              | Trappin Ain't Dead |
| "It's Only Right"                 | 2014 | —                              | —                              | —                              | Walking Legend     |